# حزقيال مانويل فرنانديز أوتشوا
حزقيال مانويل فرنانديز أوتشوا (بالإسبانية: Juan Manuel Fernández Ochoa)‏ هو متزحلق جبال الألب إسباني، ولد في 24 يونيو 1951.

## وصلات خارجية
- حزقيال مانويل فرنانديز أوتشوا على موقع الاتحاد الدولي للتزلج (التزلج على المنحدرات الثلجية) (الإنجليزية)
- حزقيال مانويل فرنانديز أوتشوا على موقع أوليمبيديا (الإنجليزية)